# Pušrajbka
Pušrajbka je zaniklá usedlost v Praze 6-Dejvicích, která stála nad usedlostí Hadovka.

## Historie
Vlastníkem vinice Pušrajbka byl v letech 1699–1917 stavební písař (bauschreiber, paušrajbr) Jan Baltazar Seiler, který spojil vinice Finkovskou (16 strychů), Karasovskou a Burkovskou v jeden vinohrad o velikosti 21 a čtvrt strychu. Na bývalé Finkovské stál viniční lis postavený zde mezi lety 1610–1616 jejím původním majitelem Jindřichem Finkem z Finkenštejna.
Během třicetileté války byl lis pobořen a vinohrad zpustl. Nový lis vznikl v polovině 17. století za majitele malostranského měšťana Jana Jakuba Paravicini a postupně se stal obytným domem.
Farář u svatého Václava na Malé Straně Antonín Messler koupil roku 1743 sousední Hadovku a o tři měsíce později i Pušrajbku a spojil pozemky v jeden celek. Stavba s č.p. 11 na Pušrajbce zanikla kolem roku 1850 a její zbytky byly patrné ještě začátkem 20. století.